# 스탯카운터
스탯카운터(영어: StatCounter)는 1999년에 시작된 웹 트래픽 분석 웹 사이트이다. 기본 서비스에 대한 액세스는 무료이며 고급 서비스 비용은 한 달에 미화 5 달러에서 119 달러 사이로 알려져 있다. 스탯카운터(StatCounter)는 아일랜드 더블린에 소재하고 있다. 한편 예를 들어 스탯카운터(StatCounter)의 통계는 웹 사용 점유율을 계산하는 데 사용되는 것으로 유명하다. 2019년 5월 현재 스탯카운터(StatCounter)는 전체 웹 사이트 평균 0.9%대에서 사용 데이터 정보를 다루고 있다.  .

## 브라우저별 사용현황
| Chrome(크롬) | Safari(사파리) | Firefox(파이어폭스) | Samsung Internet(삼성인터넷) | Edge(엣지) | Opera(오페라) |
| 63.38%       | 19.25%         | 3.77%               | 3.47%                        | 3.08%      | 2.26%         |

2020년 10월 기준 직전 12개월간 스탯카운터가 집계한 인터넷을 사용하는 환경에서의 전세계적 브라우저별 사용현황 추산 현황

## 같이 보기
- 알렉사 인터넷
- 아파치 소프트웨어 재단